# Kamienica Hipolitów w Krakowie
Kamienica Hipolitów – jeden z oddziałów Muzeum Historycznego Miasta Krakowa, usytuowany przy placu Mariackim w Krakowie. W dwupiętrowej kamienicy mieści się stała wystawa pt. Dom mieszczański, która pokazuje, jak mieszkali krakowianie od XVII do XIX wieku. Budynek, należący niegdyś do rodziny Hipolitów, był wielokrotnie przebudowywany i po gruntownej restauracji został przekazany do użytku muzeum w 2003 roku.

## Pomieszczenia
Piwnice kamienic w średniowieczu pełniły funkcję parteru. Zachowały się w nich interesujące elementy wyposażenia, jak choćby kamienny portal i średniowieczny piec.
W sieni zachowały się kamienne portale. Na szczególną uwagę zasługują dwa z nich: gotycki (czerwony z czarnym kluczem) i renesansowy (rzeźbiony z motywem wolich oczu). Na piętro prowadzą strome schody z częściowo zachowaną kratą, która świadczy o funkcji warownej kamienicy.
Gabinecik to niewielkie pomieszczenie zwane również galerią. Był niegdyś bardzo bogato dekorowany. Obecnie wnętrze urządzone jest głównie barokowymi meblami i sprzętami. Znajduje się tu charakterystyczna dla dawnych mieszkań krakowskich XIX-wieczna almaria (szafka w ścianie).
Gabinet to jedno z najpiękniejszych pomieszczeń kamienicy Hipolitów. Sala jest ozdobiona stiukami Baltazara Fontany. Pokój posiada bogate wyposażenie, które ma oddawać charakter mieszkania zamożnego patrycjusza. Wielkie księgi świadczą o naukowych zainteresowaniach lokatora. Wnętrza dekorowane dywanami są charakterystyczne dla epoki, która ceniła przepych i świetność.
Sypialnia ma charakter reprezentacyjny, co jest typowe dla czasów rokoka. To właśnie w sypialni dawniej przyjmowano gości. Na łóżku znajduje się wysoko układana pościel. W pomieszczeniu są również stolik i krzesła dla gości, komoda i lustro wykonane ze szkła weneckiego oraz cynowe i fajansowe naczynia.
Bawialnia pełniła niegdyś funkcję salonu. Zgodnie z powszechnymi przyzwyczajeniami w pokoju znajdują się meble z różnych epok i w różnych stylach. Taka była tradycja urządzania domów przez mieszczan. Na ścianach wiszą liczne obrazy. Znajdują się tu między innymi portrety Tadeusza Kościuszki i Józefa Poniatowskiego, które wyrażają patriotyzm dawnych mieszczan. Można tu również znaleźć modne w XVIII wieku porcelanowe figurki.
Pokój kolekcjonera to nagromadzenie rozmaitych dzieł sztuki, bibelotów i drobiazgów artystycznych z różnych epok. Przedmiotów jest tak wiele, że są wręcz upchane w każdym wolnym kącie. Wyposażenie takich pomieszczeń niejednokrotnie trafiało do zbiorów muzealnych. Znajduje się tu jedna z największych w polskich zbiorach kolekcja zegarów. W pokoju są również dzieła znakomitych malarzy modernistycznych i liczne rzeźby.
Pokój babci ma atmosferę staroświecką. Pełno tu sentymentalnych pamiątek oraz sprzętów i mebli zapewniających wygodę. Na ścianach wiszą liczne portrety i pejzaże z okolic Krakowa. Charakterystyczną ozdobą jest duża makata.
Przedpokój jest pomieszczeniem charakterystycznym dla krakowskiego domu. Znajdziemy tu wieszak na ubrania, kufer podróżny, szafę, w kącie schowane są narty, jakieś pudła. Kotara chroni przed chłodem i hałasem. Nad progiem przybita jest podkowa, która ma zapewniać szczęście.
Pokój panienki jest bardzo skromny. Zwyczajne łóżko, niewielka szafa i stolik to prawie całe jego wyposażenie. Jest również ręczna maszyna do szycia i kilka elementów ozdobnych. W oknie biała, ładnie upięta firanka, a na parapecie kwiatki.
Salon to pomieszczenie reprezentacyjne, które miało świadczyć jak najlepiej o gospodarzach. Jest urządzony zgodnie z tradycją trochę staroświeckimi meblami. W pokoju znajduje się również fortepian, kilimy i dywan. Ściany są ozdobione najcenniejszymi obrazami i portretami rodziny.
Na co dzień życie rodziny skupia się w jadalni. Znajduje się tu duży stół, krzesła, kredens, szyfoniera i wygodna kanapka. Wszystkie powierzchnie zakrywają serwetki wykonane damskimi rękami. Ciężkie kotary tworzą lekki półmrok. Wieczorami chętnie czytało się na głos domownikom przy świetle lampy naftowej.
Sypialnia małżeńska była niegdyś pomieszczeniem dostępnym tylko jej użytkownikom. Meble znajdujące się w pokoju zwykle składały się na wyprawę pani domu. W centralnej części znajduje się podwójne łoże małżeńskie, obok szafa, naprzeciwko pięknie zdobione lustro. Pokój jest królestwem pani domu, dlatego jest tu stolik do robótek ręcznych i maszyna do szycia.

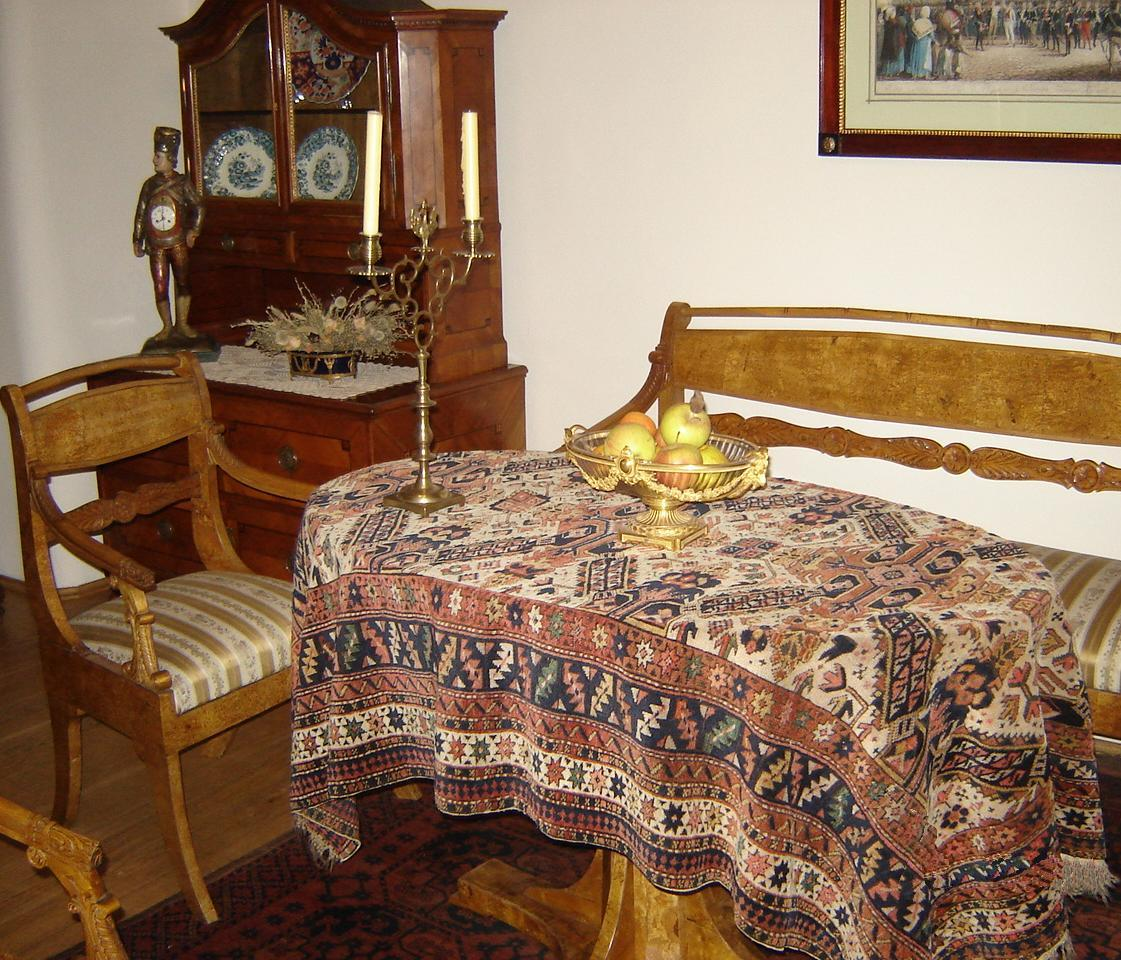
Bawialnia
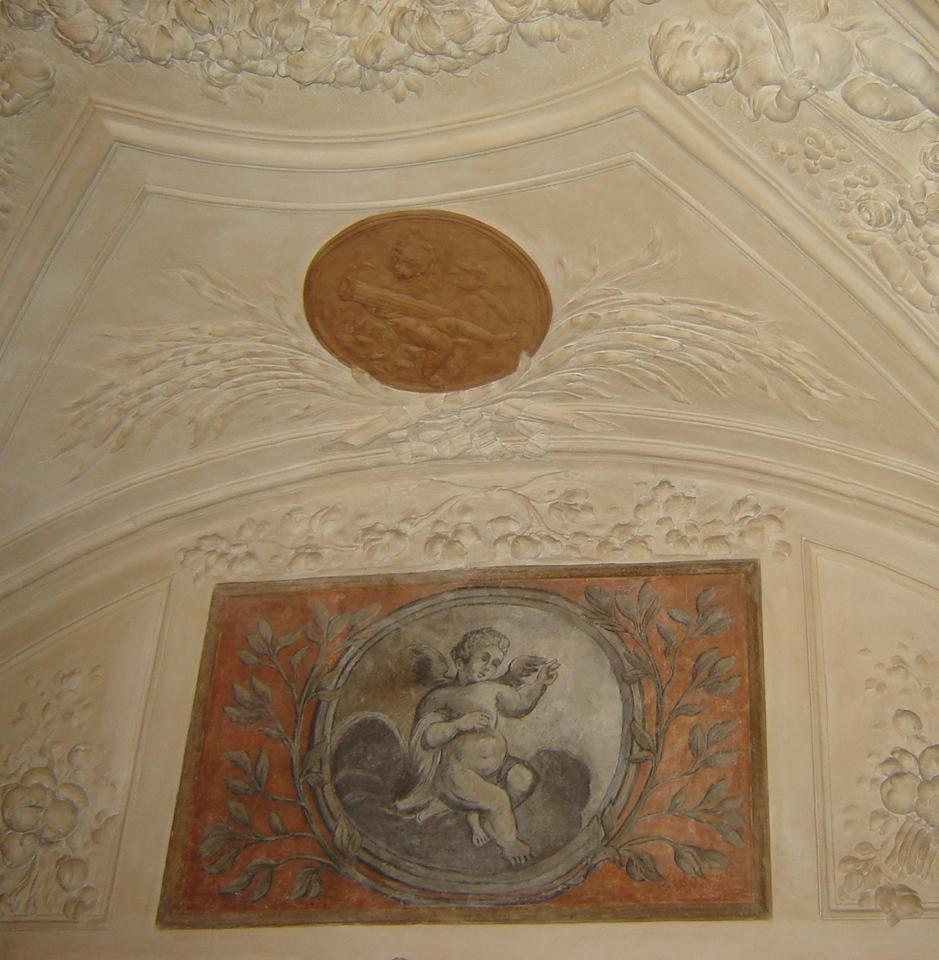
Rzeźbiony sufit gabinetu
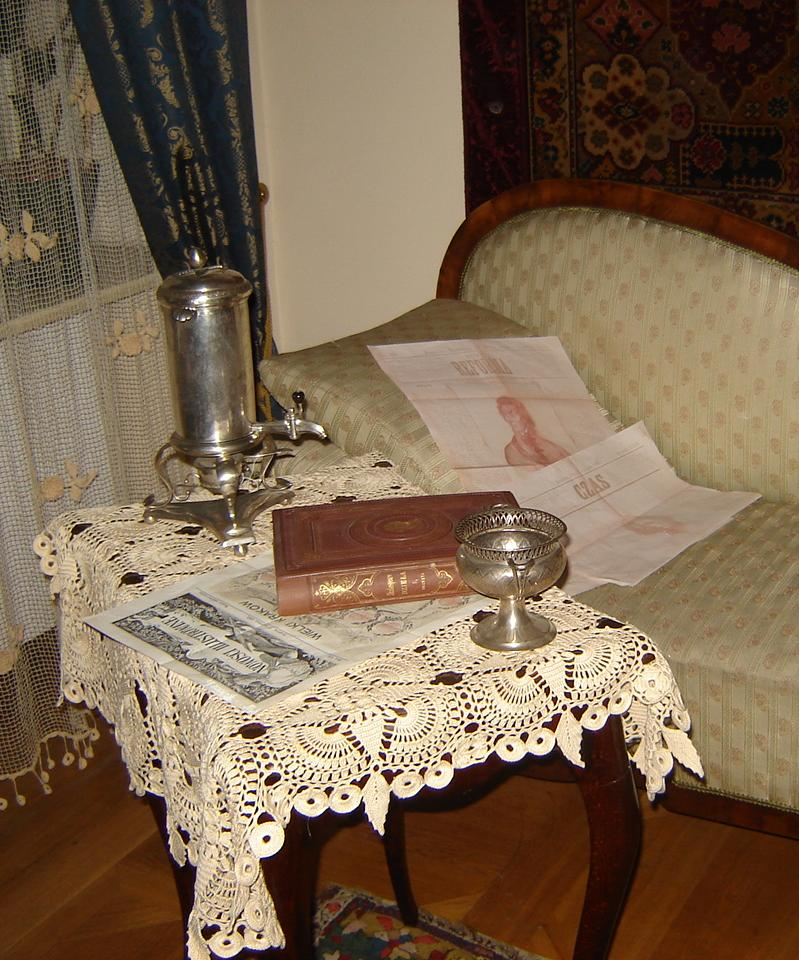
Jadalnia
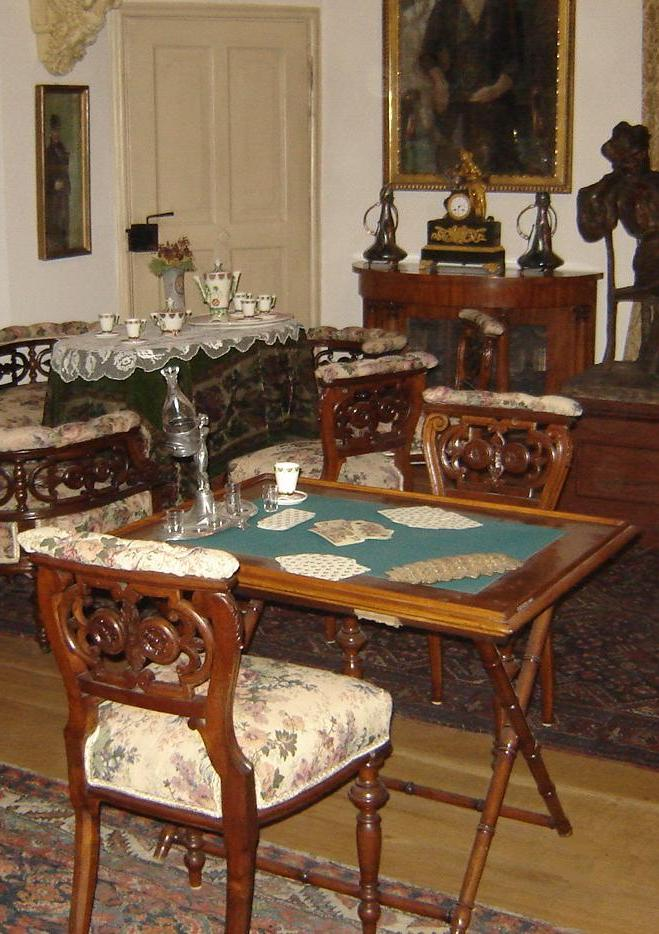
Pokój kolekcjonera
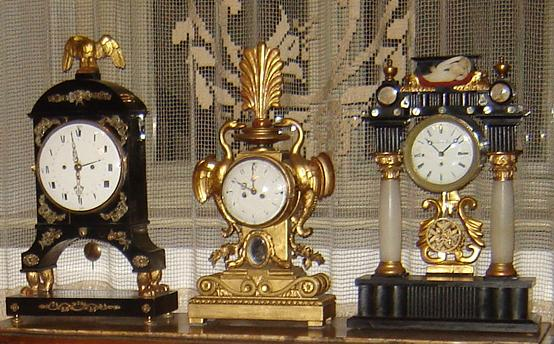
Zegary w pokoju kolekcjonera
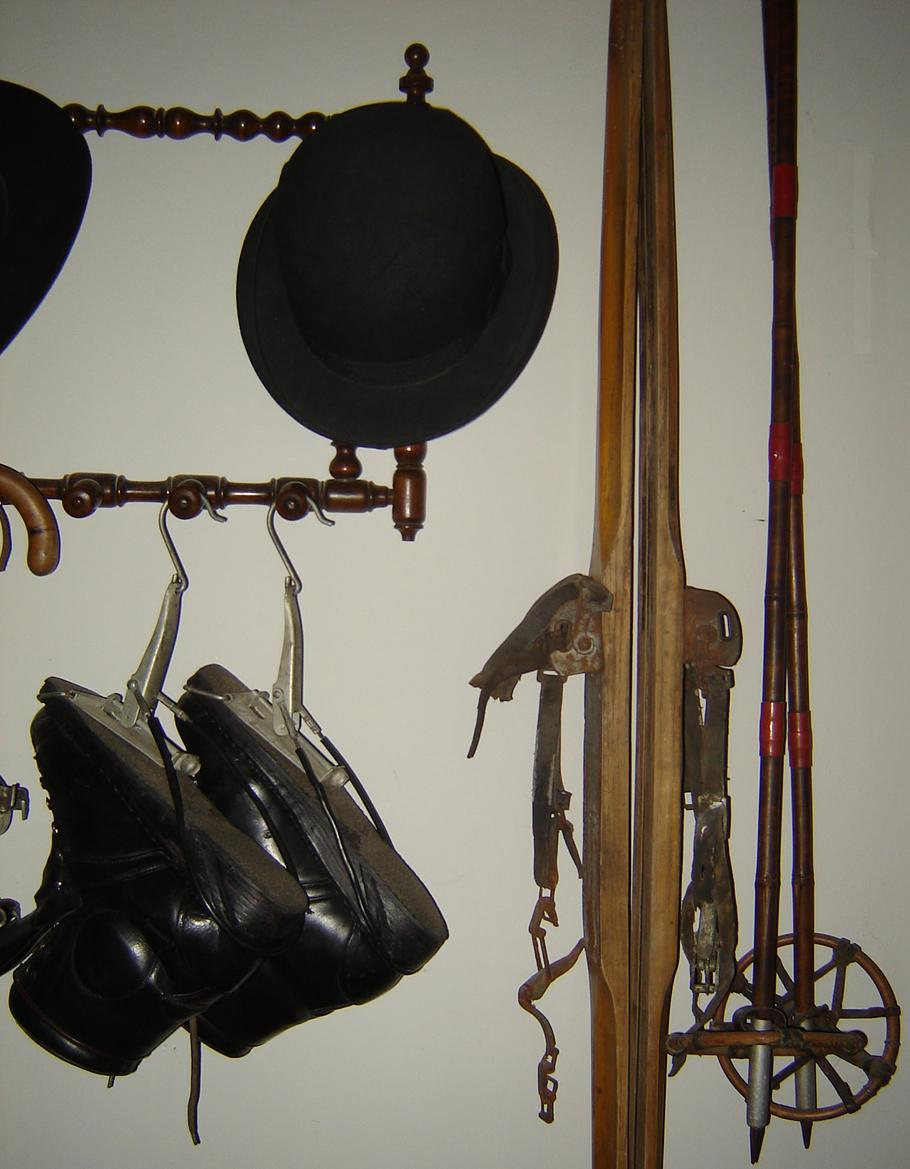
Sprzęt narciarski w przedpokoju
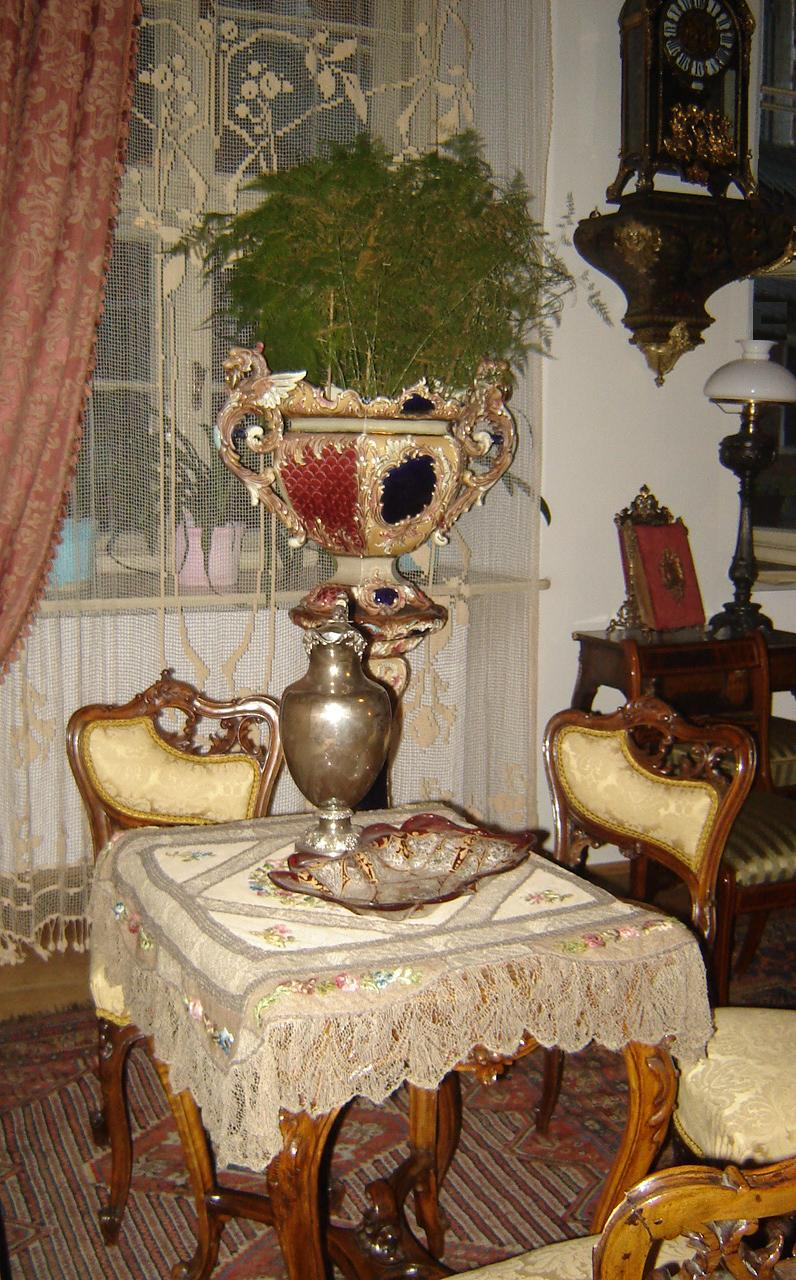
Salon
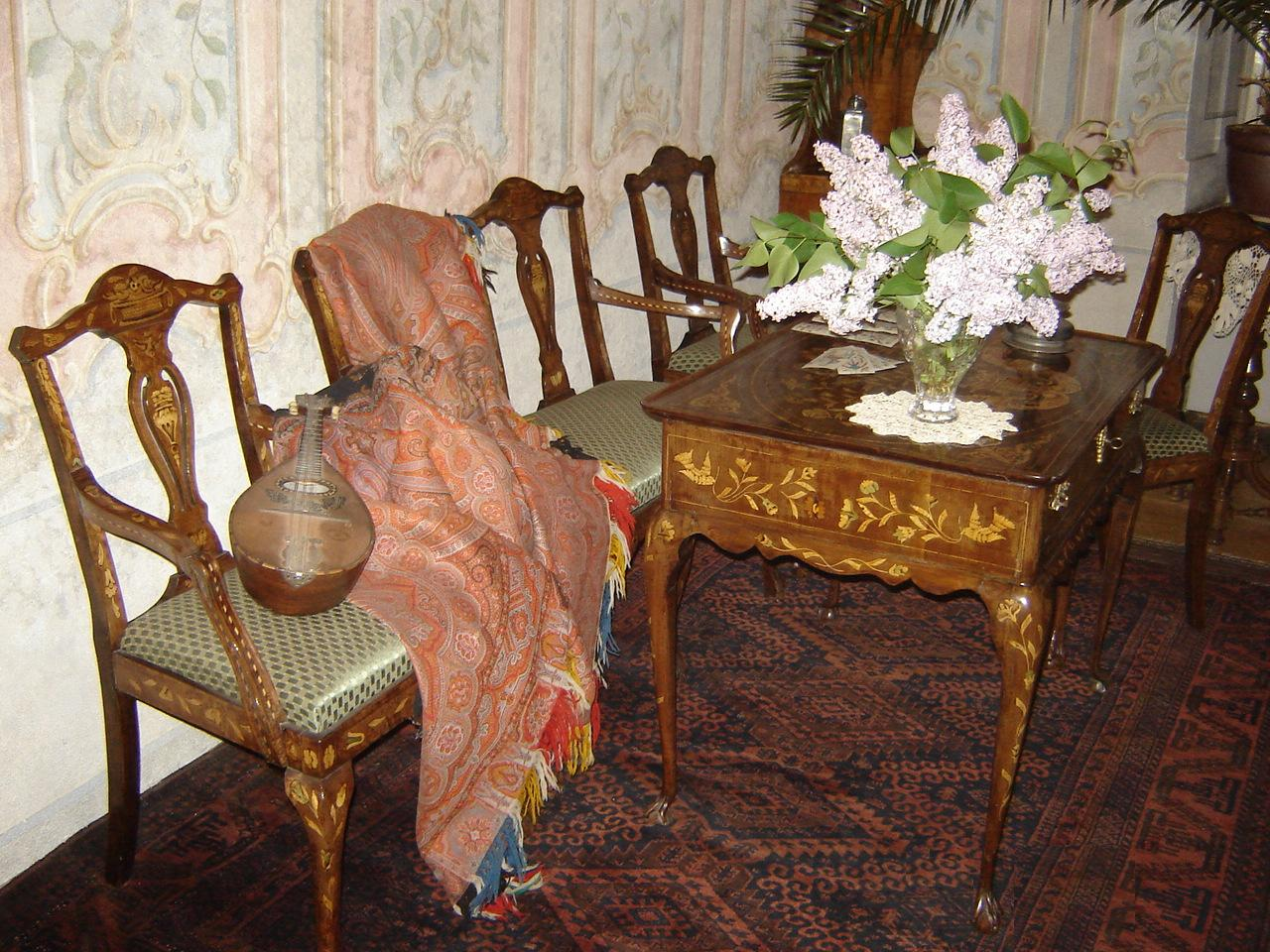
Sypialnia
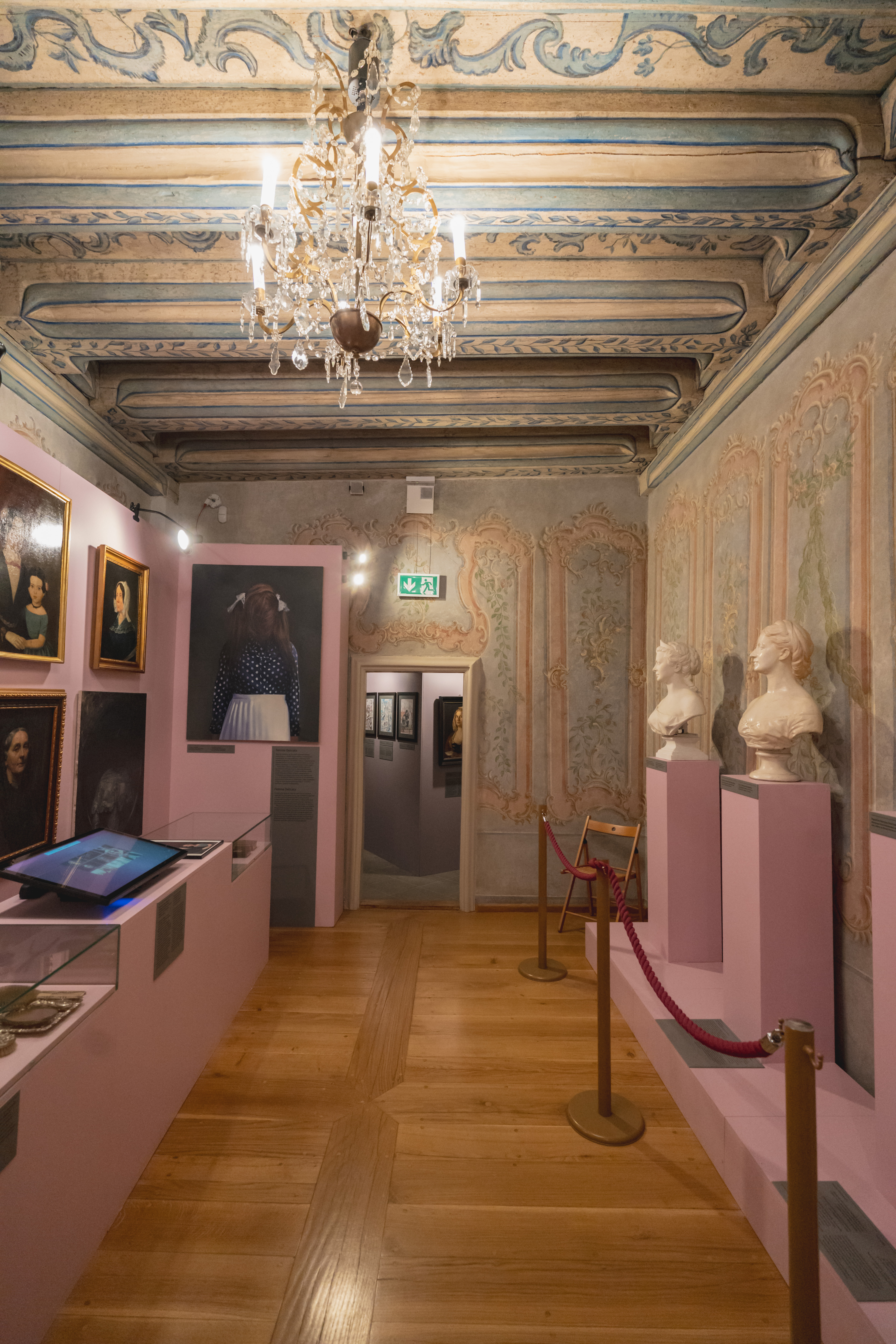
Sypialnia ze zdobionym sufitem i żyrandolem w trakcie wystawy czasowej „Siłaczki”
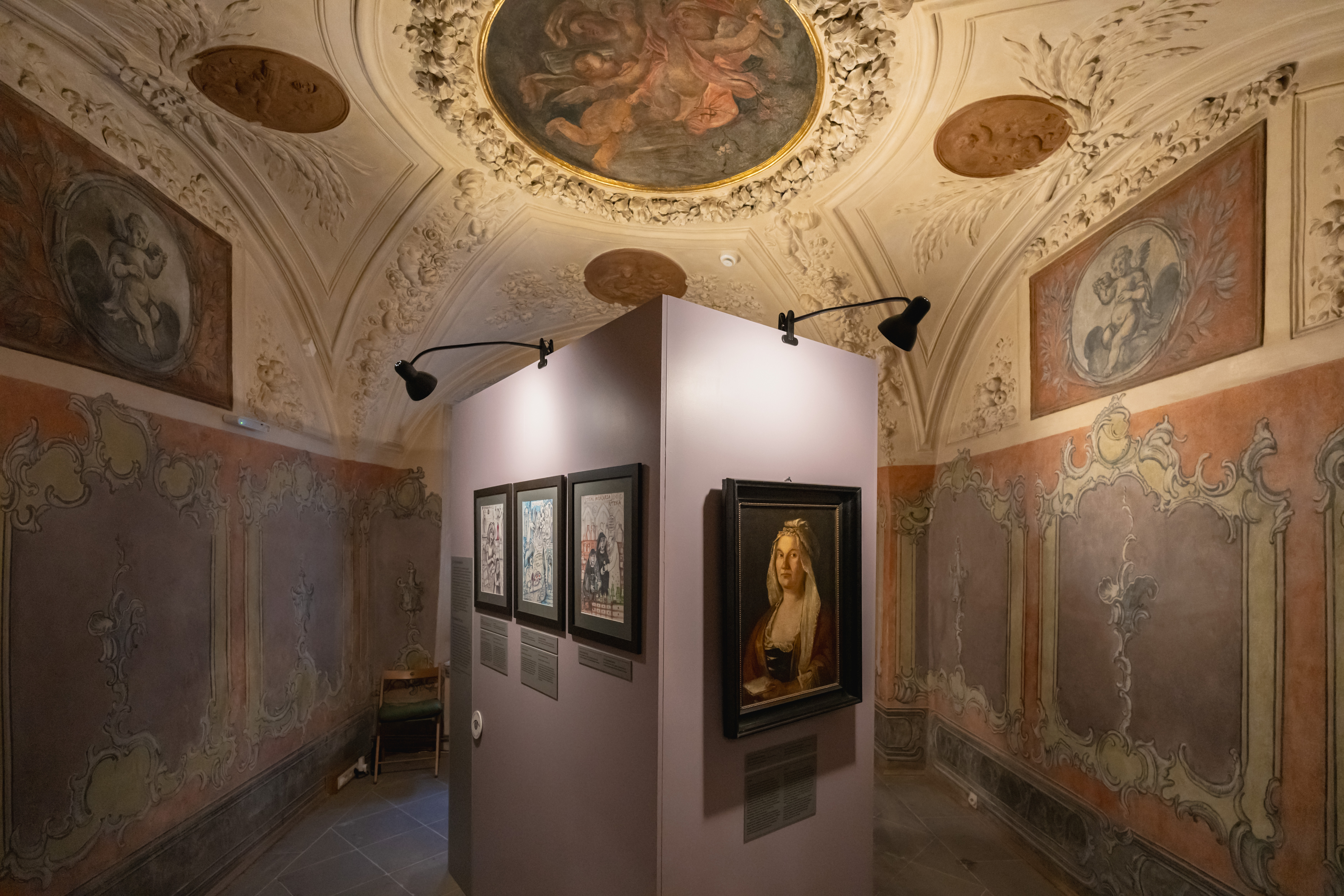
Wystawa czasowa „Siłaczki”
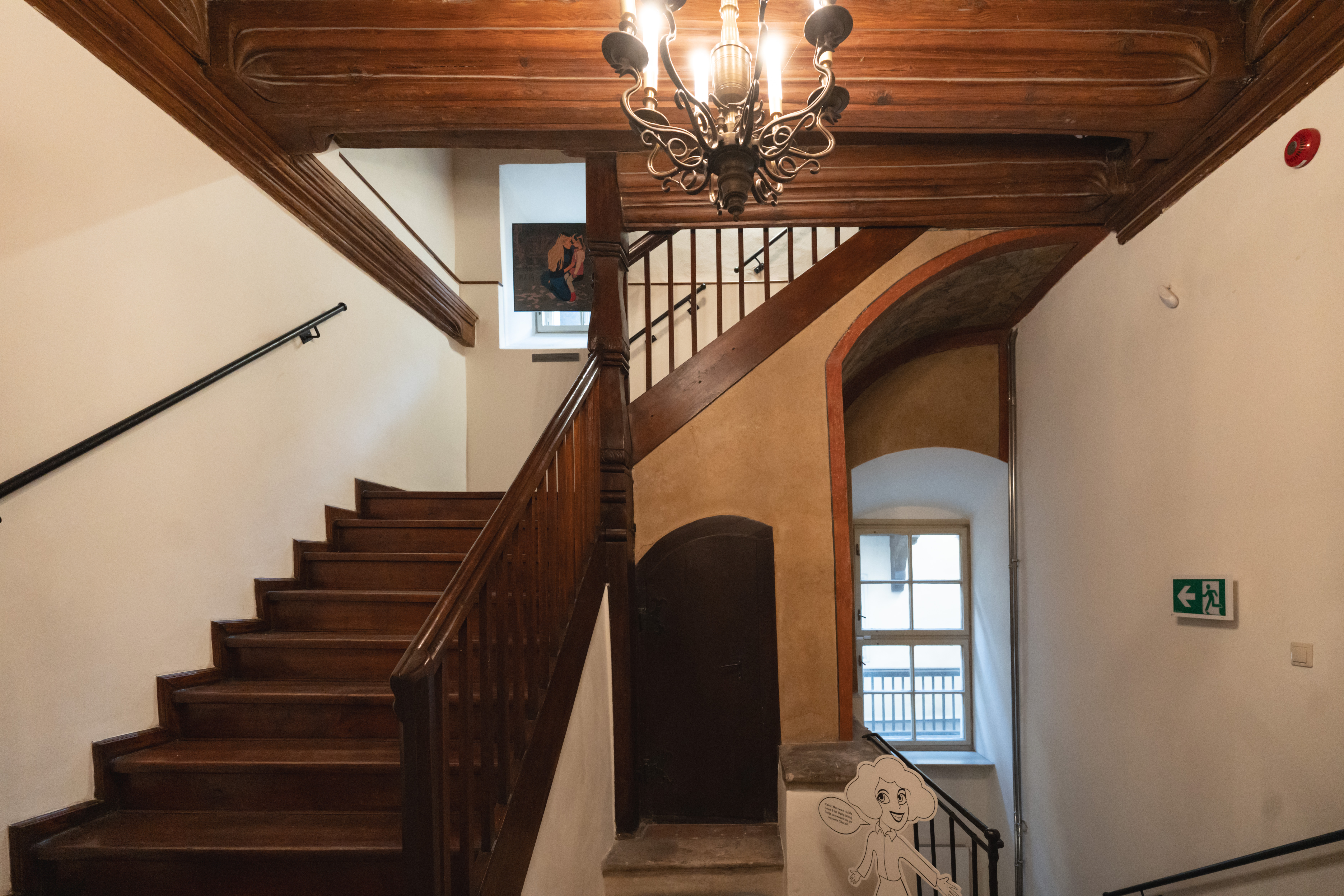
Klatka schodowa

## Noc Muzeów
W celu uatrakcyjnienia zwiedzania Kamienicy Hipolitów podczas Nocy Muzeów, corocznie organizowanego w Krakowie święta muzealnictwa, w 2006 roku, w stylowych pomieszczeniach zainscenizowano życie mieszkańców – aktorzy wcielili się w role postaci z minionych epok. Pozwalało to wczuć się lepiej w nastrój epoki.

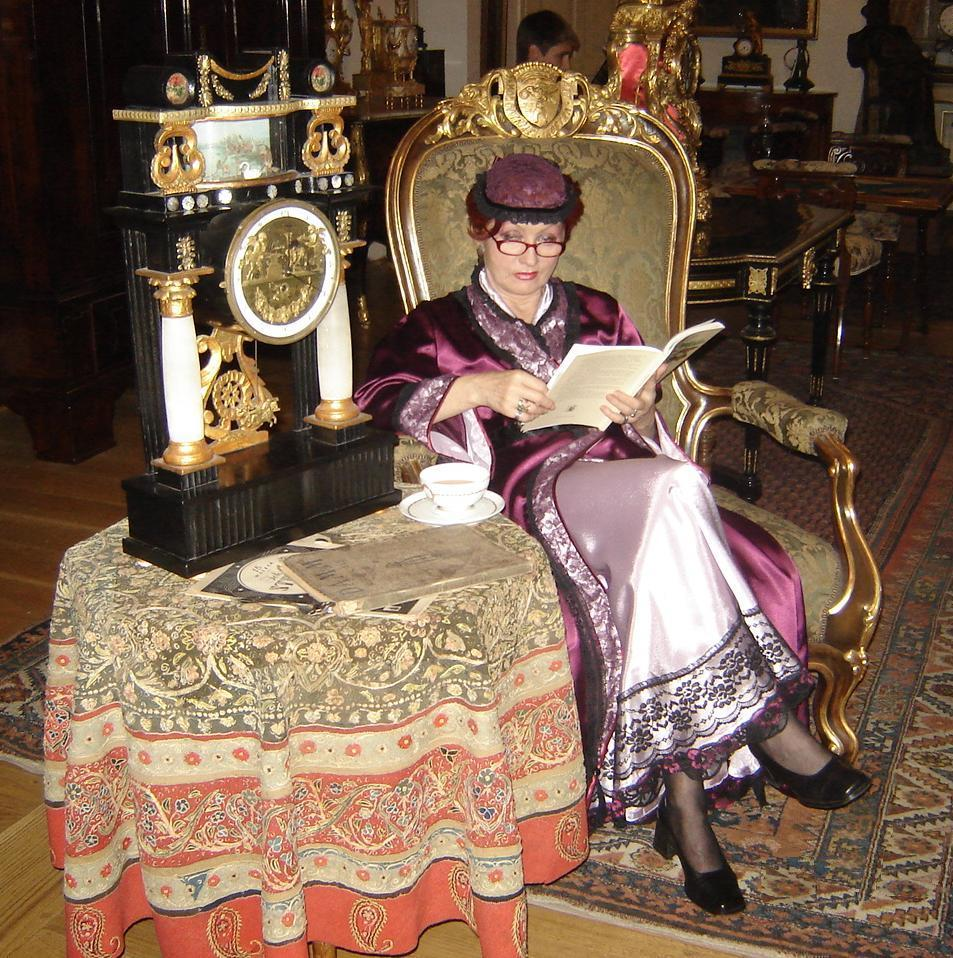
Pokój kolekcjonera – inscenizacja w czasie Nocy Muzeów
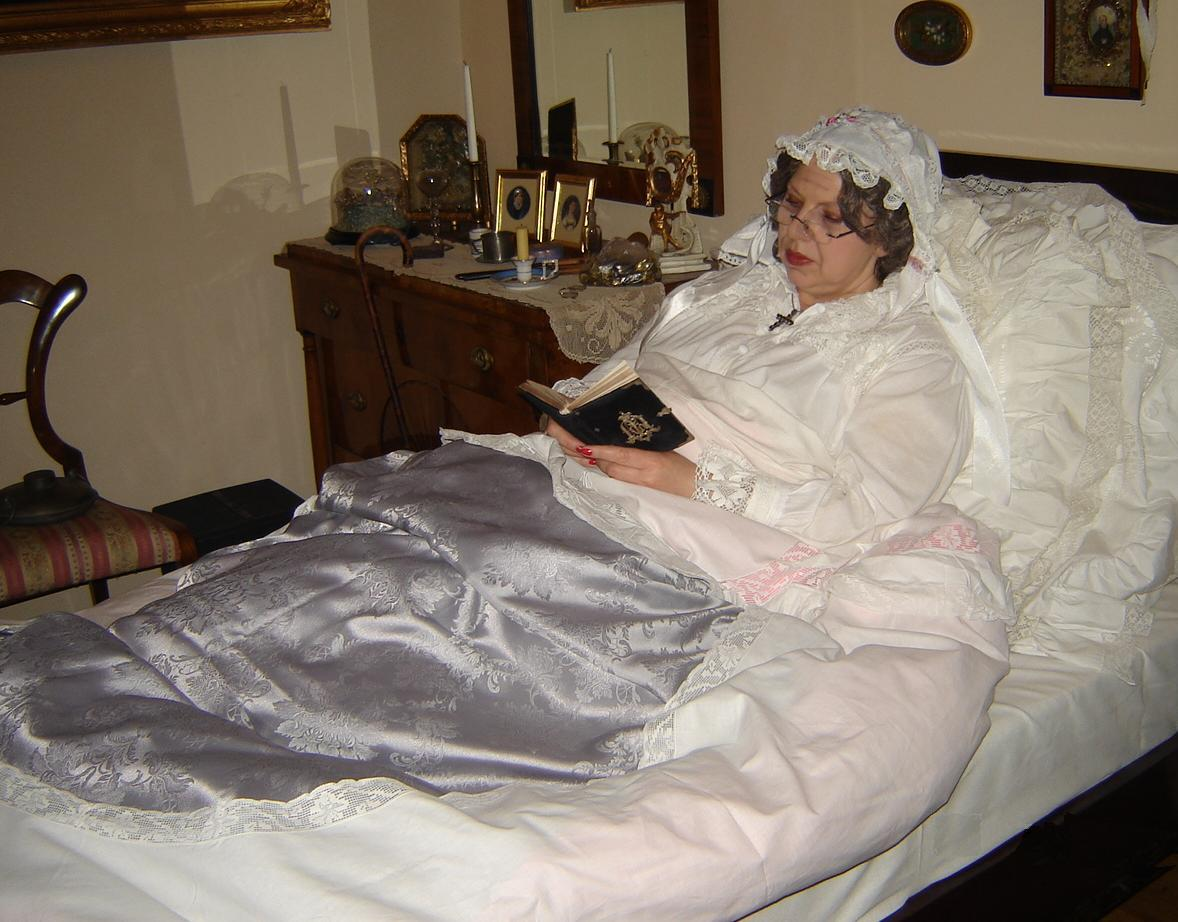
Pokój babci – inscenizacja w czasie Nocy Muzeów

## Detale w fasadzie
Kamienica nie należy do przesadnie urozmaiconych wszelakimi detalami architektonicznymi, jednakże znajduje się na niej ich kilka. Należą do nich dosyć prosta attyka, w zwieńczeniu której znajduje się płaskorzeźba Oka opatrzności, renesansowy portal wjazdowy, obramowania okien i wydobyte spod warstwy tynku podczas remontu kamienicy w 2016 roku renesansowe, dekoracyjne malunki świętych Katarzyny i prawdopodobnie Doroty wykonane techniką Sgraffito.

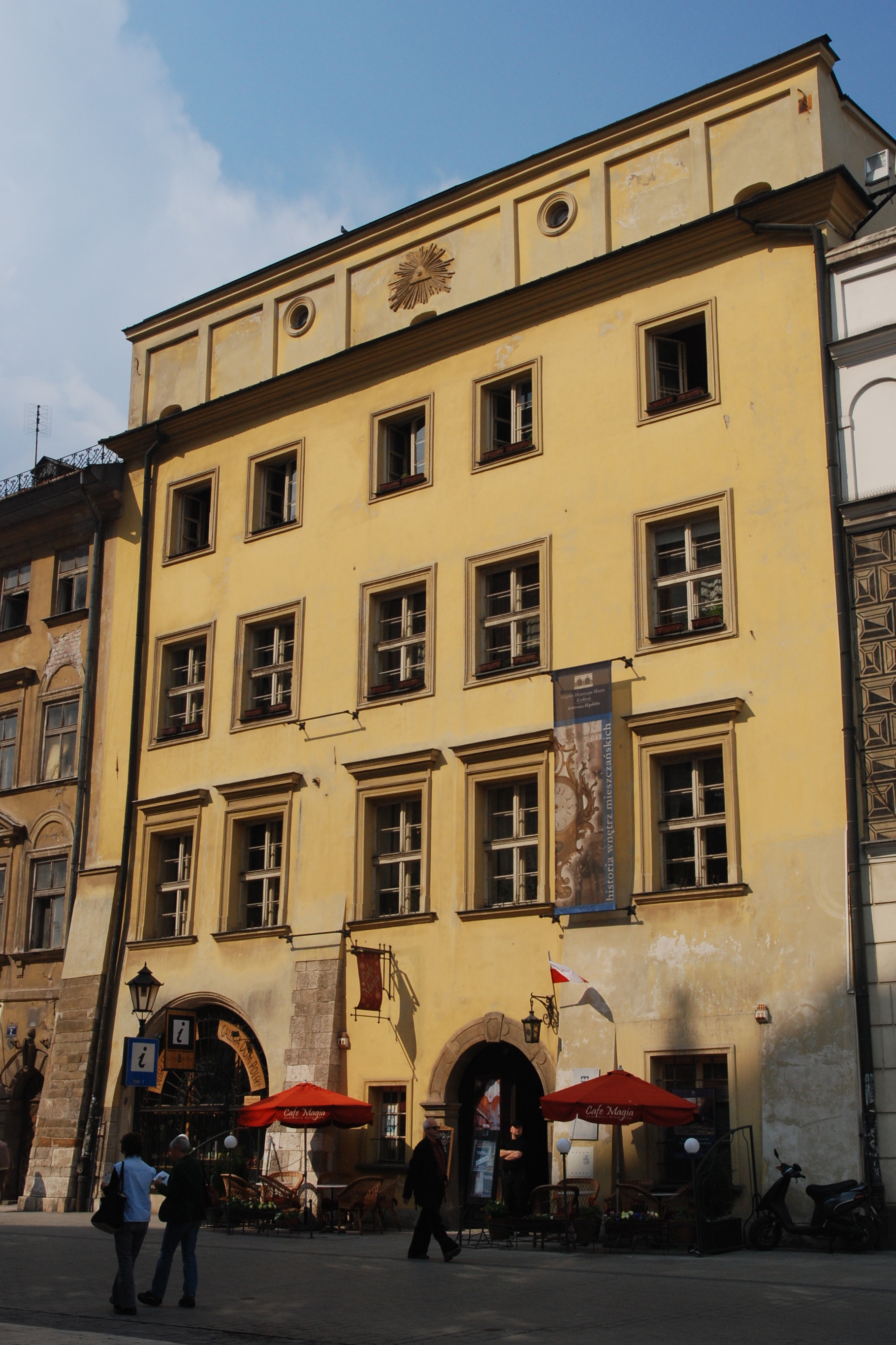
Fasada kamienicy w 2009 (przed remontem)
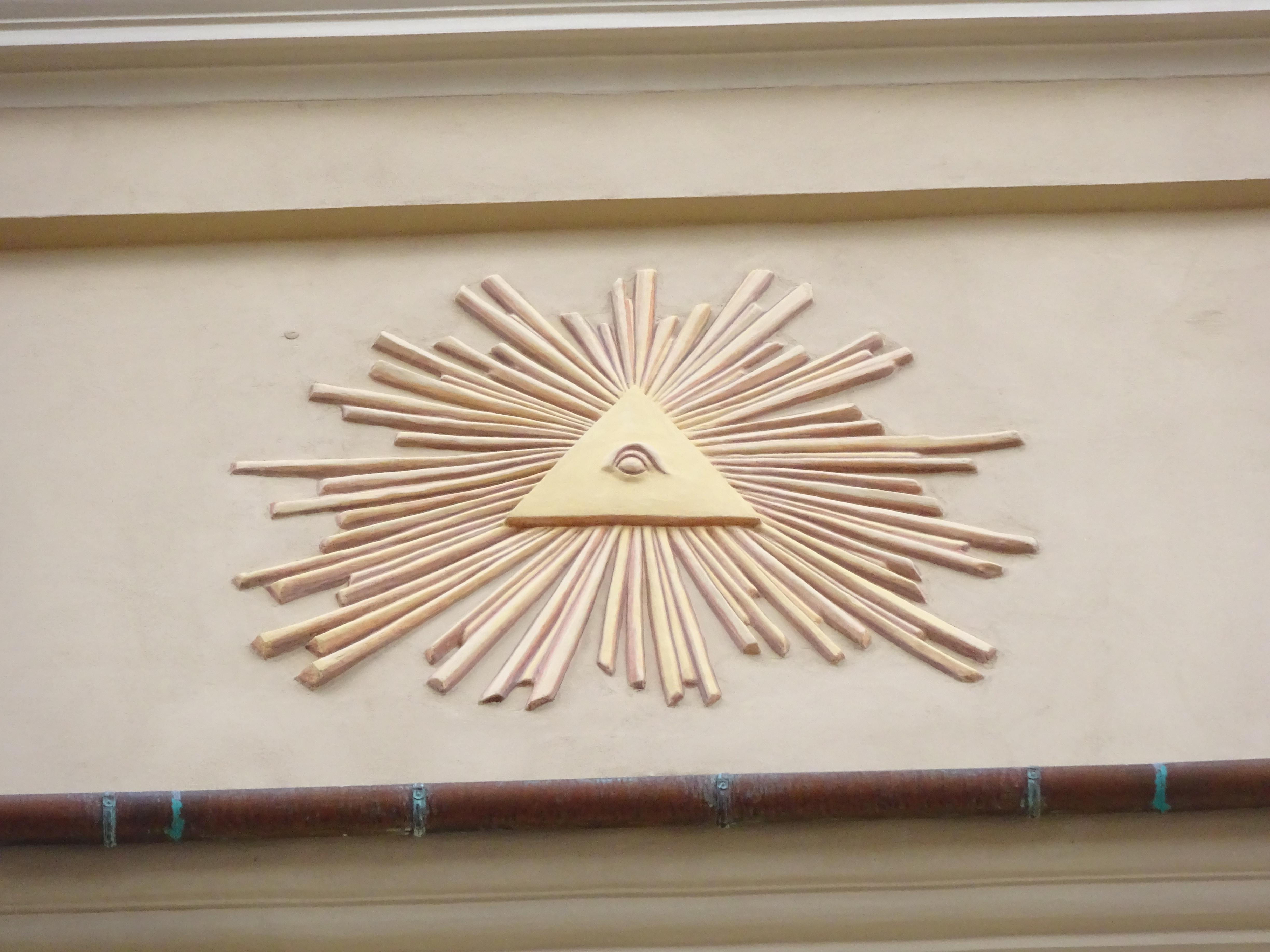
Wieńcząca attykę kamienicy płaskorzeźba oka opatrzności
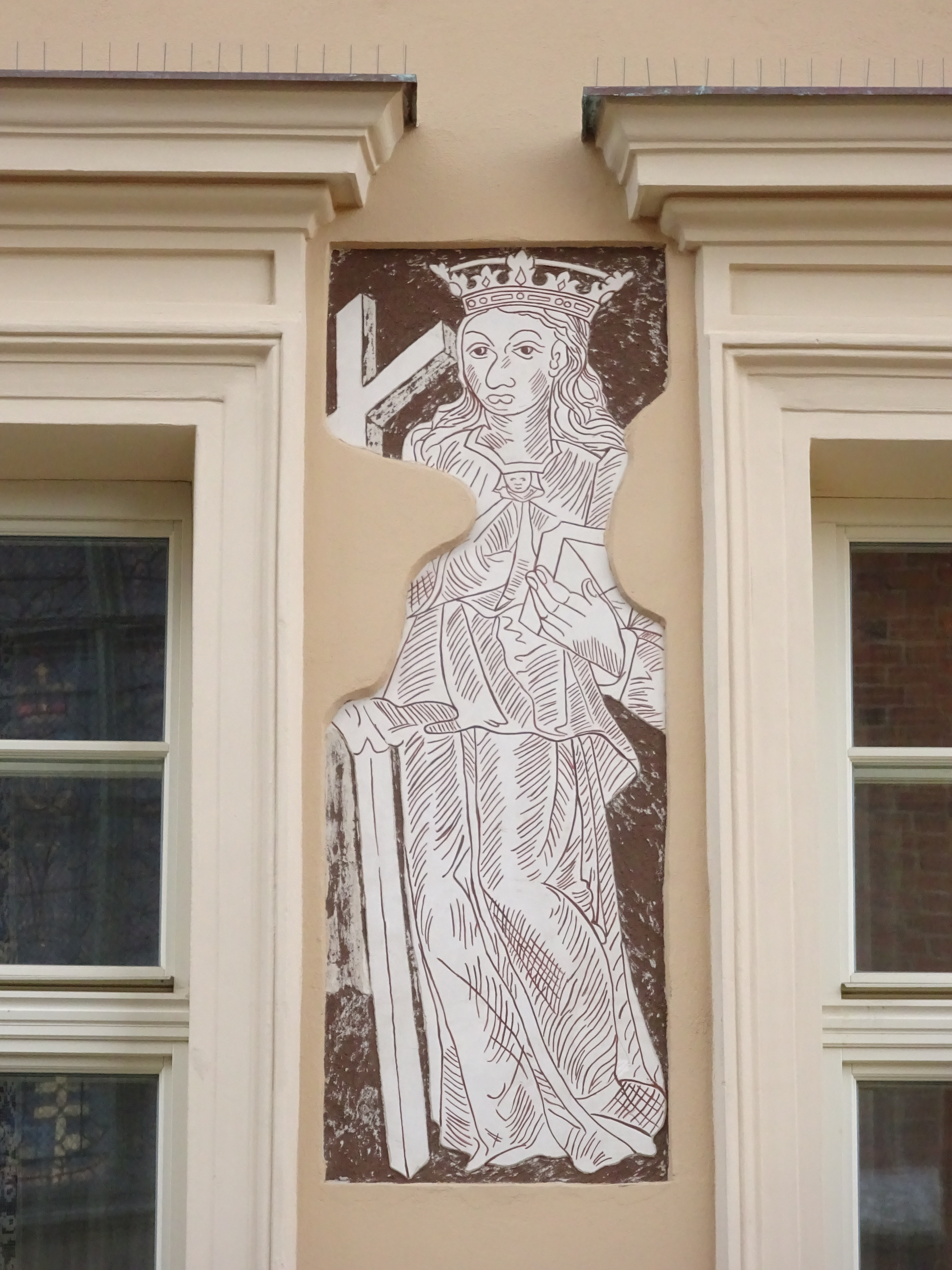
Wydobyty spod warstwy tynku podczas remontu kamienicy w 2016 roku malunek sporządzony techniką sgraffito, przedstawiający św. Katarzynę Aleksandryjską
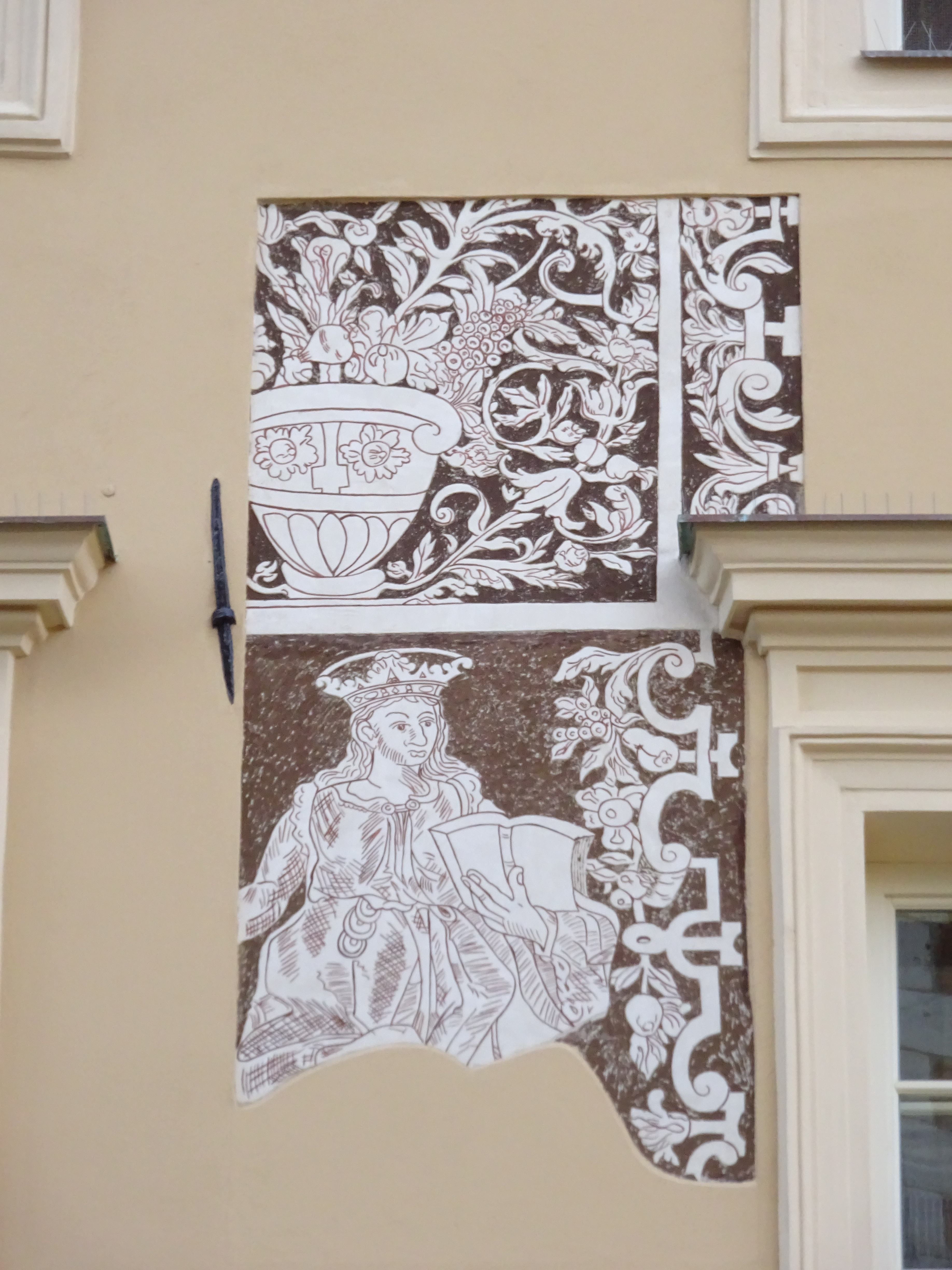
Wydobyty spod warstwy tynku podczas remontu kamienicy w 2016 roku malunek sporządzony techniką sgraffito, przedstawiający św. Dorotę z Cezarei (?)